# Ålands självstyrelsedag
Ålands självstyrelsedag är Ålands officiella högtidsdag och firas varje år den 9 juni till minne av landstingets första sammanträde 1922, som markerar starten för Ålands självstyrelse.
Dagen är officiell flaggdag på Åland enligt landskapslagen (1992:41) om Ålands flagga.